# Calliactis xishaensis
Calliactis xishaensis är en havsanemonart som beskrevs av Pei 1996. Calliactis xishaensis ingår i släktet Calliactis och familjen Hormathiidae. Inga underarter finns listade i Catalogue of Life.